# Kantabrer

Gebiet der Kantabrer

Stämme Spaniens in der Antike

Die Kantabrer (lateinisch Cantabri) waren ein antikes, im Nordwesten Spaniens lebendes Volk, dessen Siedlungsgebiet in etwa dem heutigen gebirgigen Landstrich Kantabrien zwischen Asturien und dem Baskenland an der Atlantikküste entspricht.
Die Kantabrer gehörten zu den vorindoeuropäischen Bewohnern Spaniens, ihre aus römischer Zeit überlieferten Stämme umfassten die Orgenomesker, Salänier, Avariginer, Konkaner, Varidinienser, Tamariker und Morekaner. Mit ihren keltischen Nachbarn bestand ein langzeitiger kultureller Austausch und die Beteiligung an wechselnden Bündnissen, die sich vor allem auch gegen die römische Eroberung Spaniens richteten.
Während der Regierungszeit des Augustus wurde das Gebiet von den Römern nach langwierigen Feldzügen (Kantabrischer Krieg, 29–19 v. Chr.) schließlich unterworfen. Römische Quellen nennen als Anlass für die Feldzüge Überfälle der Kantabrer auf ihre Nachbarn und den Versuch,  ihren Herrschaftsbereich dabei zu erweitern. Das Gebiet der Kantabrer war für die Römer jedoch auch aufgrund seines Erzreichtums von wirtschaftlichem Interesse, so begannen sie bereits kurz nach der Eroberung mit der Ausbeutung von Goldminen.
Während der römischen Zeit war das Volk Namensgeber für den Golf von Biskaya (damals mare cantabricum) und auch heute noch sind die spanische Provinz Kantabrien und das Kantabrische Gebirge nach ihm benannt.

## Römische Auxiliareinheiten
Aus dem Volk der Kantabrer wurden zwei römische Auxiliareinheiten aufgestellt:
- Cohors I Cantabrorum
- Cohors II Cantabrorum